# Årslev
Årslev es un pueblo danés perteneciente al municipio de Faaborg-Midtfyn de la isla de Fionia, en la región de Dinamarca Meridional.
Tiene 3722 habitantes en 2016, lo que lo convierte en la tercera localidad más importante del municipio tras Faaborg y Ringe.
Se sitúa sobre la carretera 9, a medio camino entre Odense y Ringe. Al suroeste del pueblo sale la carretera 43, que lleva a Faaborg.
En el pueblo hay una estación ferroviaria de Danske Statsbaner.